# 불릿 트레인
《불릿 트레인》(영어: Bullet Train)은 2022년 개봉한 미국의 액션 스릴러 영화이다. 브래드 피트, 조이 킹이 출연하며, 데이비드 리치 감독이 연출한다. 원작은 이사카 고타로의 소설 《마리아비틀》이다.

## 줄거리
도쿄를 출발하는 고속열차 안에서 여러 암살자들이 서로 얽히고 충돌하게 된다. '아버지'라 불리는 유이치 키무라는 아들 와타루를 공격한 자를 찾기 위해 열차에 탑승하고, '레이디버그'라는 암살자는 마리아 비틀의 지시를 받아 같은 열차에서 돈 가방을 회수하는 임무를 맡는다. 한편, '레몬'과 '탠저린'이라는 영국인 형제 암살자들은 납치범들로부터 '아들'을 구출하여 '화이트 데스'라는 야쿠자 두목에게 데려가고 있다.
열차 안에서 '아들'이 독살당하자, 레이디버그는 가방을 훔치려다 '울프'라는 암살자의 공격을 받는다. 울프는 레이디버그를 자신의 아내를 죽인 암살자 중 하나로 오해하고, 싸움 끝에 실수로 자살한다. 유이치는 아들을 밀친 '프린스'라는 젊은 여자를 발견하지만, 그녀의 함정에 빠져 화이트 데스를 죽이려 한다. 프린스는 유이치의 협조를 얻기 위해 그의 아들을 인질로 잡는다.
레이디버그는 레몬을 알아보고 그에게 가방을 돌려주는 조건으로 열차에서 내리려 하지만, 레몬은 레이디버그를 '아들' 살해범으로 의심한다. 이 과정에서 레몬은 기절하고, 레이디버그는 그의 물에 수면제를 탄다. 레몬과 탠저린은 레이디버그에게 누명을 씌우기 위해 그를 찾기 시작한다. 프린스는 돈 가방에 폭탄을 설치하고 유이치의 총에 폭탄을 연결한다. 레이디버그는 탠저린과 싸우다 열차 밖으로 쫓아내지만, 탠저린은 다시 열차에 올라온다.
레몬은 유이치를 총으로 쏘고 프린스를 죽이려다 수면제 때문에 쓰러진다. 프린스는 레몬을 쏘고 그와 유이치를 화장실에 숨긴다. 레이디버그는 '호넷'이라는 암살자와 싸우다 뱀독에 노출되지만 해독제를 먼저 챙겨 살아남는다. 탠저린은 프린스가 레몬을 쐈다는 것을 알아채고, 레이디버그의 난입으로 죽음을 맞이한다. 다음 역에서 유이치의 아버지 '엘더'가 열차에 탑승하고, 프린스의 목소리를 듣고 그녀가 인질범을 죽였음을 알려준다. 엘더는 아내를 죽인 화이트 데스와 맞서기 위해 남는다. 유이치와 레몬은 살아있었고, 이들 네 명은 함께 화이트 데스에 대항한다.
교토에서 레이디버그는 화이트 데스에게 돈 가방을 넘겨주고, 화이트 데스의 딸인 프린스는 아버지를 조종하려 하지만 실패한다. 화이트 데스는 암살자들이 자신의 아내 죽음과 연관되어 있음을 설명한다. 그는 암살자들이 서로 죽이기를 바랐지만, 레이디버그가 아내 살인자를 대신해 왔다는 사실은 몰랐다. 돈 가방이 폭발하며 레이디버그와 화이트 데스는 열차 안으로 날아간다.
화이트 데스의 남은 부하들이 암살자들과 싸우고, 엘더는 화이트 데스와 결투한다. 열차는 교토 시내에 충돌한다. 엘더의 칼에 찔린 화이트 데스는 레이디버그를 죽이려 하지만, 프린스의 함정으로 폭사한다. 프린스는 기관총으로 위협하지만, 레몬이 운전하는 귤 트럭에 치여 죽는다. 마리아가 레이디버그를 데려가고, 일본 당국은 열차 사고 수습에 나선다.

## 출연진
- 브래드 피트 - 레이디버그 역
- 조이 킹 - 프린스 역
- 에런 테일러존슨 - 탠저린 역
- 브라이언 타이리 헨리 - 레몬 역
- 앤드루 코지 - 기무라 유이치 / 파더 역
- 사나다 히로유키/요시 수다르소(아역) - 엘더 역
- 마이클 섀넌 - 화이트 데스 역
- 배드 버니 - 울프 역
- 샌드라 불럭 - 마리아 비틀 역
- 자지 비츠 - 호넷 역
- 로건 러먼 - 선 역
- 마시 오카 - 기관사 역
- 캐런 후쿠하라
- 채닝 테이텀
- 라이언 레이놀즈 - 카버 역